# Ґулін
Ґулін (пол. Gulin) — село в Польщі, у гміні Закшев Радомського повіту Мазовецького воєводства.
Населення — 376 осіб (2011).
У 1975-1998 роках село належало до Радомського воєводства.

## Демографія
Демографічна структура станом на 31 березня 2011 року:
|          | Загалом | Допрацездатний вік | Працездатний вік | Постпрацездатний вік |
| -------- | ------- | ------------------ | ---------------- | -------------------- |
| Чоловіки | 186     | 49                 | 108              | 29                   |
| Жінки    | 190     | 55                 | 99               | 36                   |
| Разом    | 376     | 104                | 207              | 65                   |